# Universidad Libre (Kolumbien)
Die Universidad Libre (deutsch Freie Universität, kurz Unilibre) ist eine private laizistische Universität in Kolumbien, die im 19. Jahrhundert unter dem Namen Universidad Republicana in Bogotá gegründet wurde. 
Die ursprüngliche Absicht dieser Akademie bestand darin während einer radikalen politischen Periode des Landes Raum für unvoreingenommenes Lernen zu bieten. So wäre die richtige Übersetzung eigentlich Freiheits-Universität, weil sie die Freiheit der Meinungsäußerung und der politischen Gedanken fördert. 
Der Sitz ist im Stadtbezirk La Candelaria in Bogotá, weitere Standorte sind Barranquilla, Cali, Cartagena, Cúcuta, Socorro und Pereira. Das Colegio de la Universidad Libre befindet sich in Bogotá. 
Studienfächer umfassen die Bereiche Verwaltung, Rechnungswesen, Recht, Wirtschaft, Bildung, Philosophie, Technik und Gesundheit.